# 田东站
田东站，位于中华人民共和国广西壮族自治区百色市田东县平马镇，是南昆铁路和田德铁路上的火车站，建于1995年，由南宁铁路局百色车务段管辖。

## 歷史
- 建于1995年。